# Коцюруба, Мария Ивановна
Мария Ивановна Коцюруба — советский хозяйственный, государственный и политический деятель, Герой Социалистического Труда.

## Биография
Родилась в 1946 году в Ильинецком районе Винницкой области. Член КПСС.
С 1962 года — на хозяйственной, общественной и политической работе. В 1962—2001 гг. — доярка Каменогорского свеклосовхоза Ильинецкого района Винницкой области.
Указом Президиума Верховного Совета СССР от 17 августа 1988 года присвоено звание Героя Социалистического Труда с вручением ордена Ленина и золотой медали «Серп и Молот».
В 2012 году был установлен памятник при жизни.
Живёт на Украине.

## Награды и звания
- Герой Социалистического Труда (17.08.1988).
- орден Ленина (17.08.1988)
- орден Ленина (04.03.1982)
- орден Октябрьской Революции (24.12.1976)
- орден Трудового Красного Знамени (06.09.1973)